# キリストの哀悼 (クリストゥス)
『キリストの哀悼』（キリストのあいとう、オランダ語: De klaagzang, 英語: The Lamentation）は、初期フランドル派の画家ペトルス・クリストゥスが1450年ごろ、板上に油彩に描いた絵画である。サイズが小さいことから、鑑賞者自身の瞑想と共感を促す個人祈祷用として制作されたと考えられる。『新約聖書』中の「ヨハネによる福音書」 (19:38-40) にもとづいて、十字架から降ろされた死せるイエス・キリストを哀悼する場面を表している。作品はヘンリー・G・マークワンド (Henry G. Marquand) からの寄贈により、1890年以来、ニューヨークのメトロポリタン美術館に所蔵されている。なお、ベルギー王立美術館は、クリストゥスが1455-1460年に制作した別の『キリストの哀悼』を所有している。

## 作品

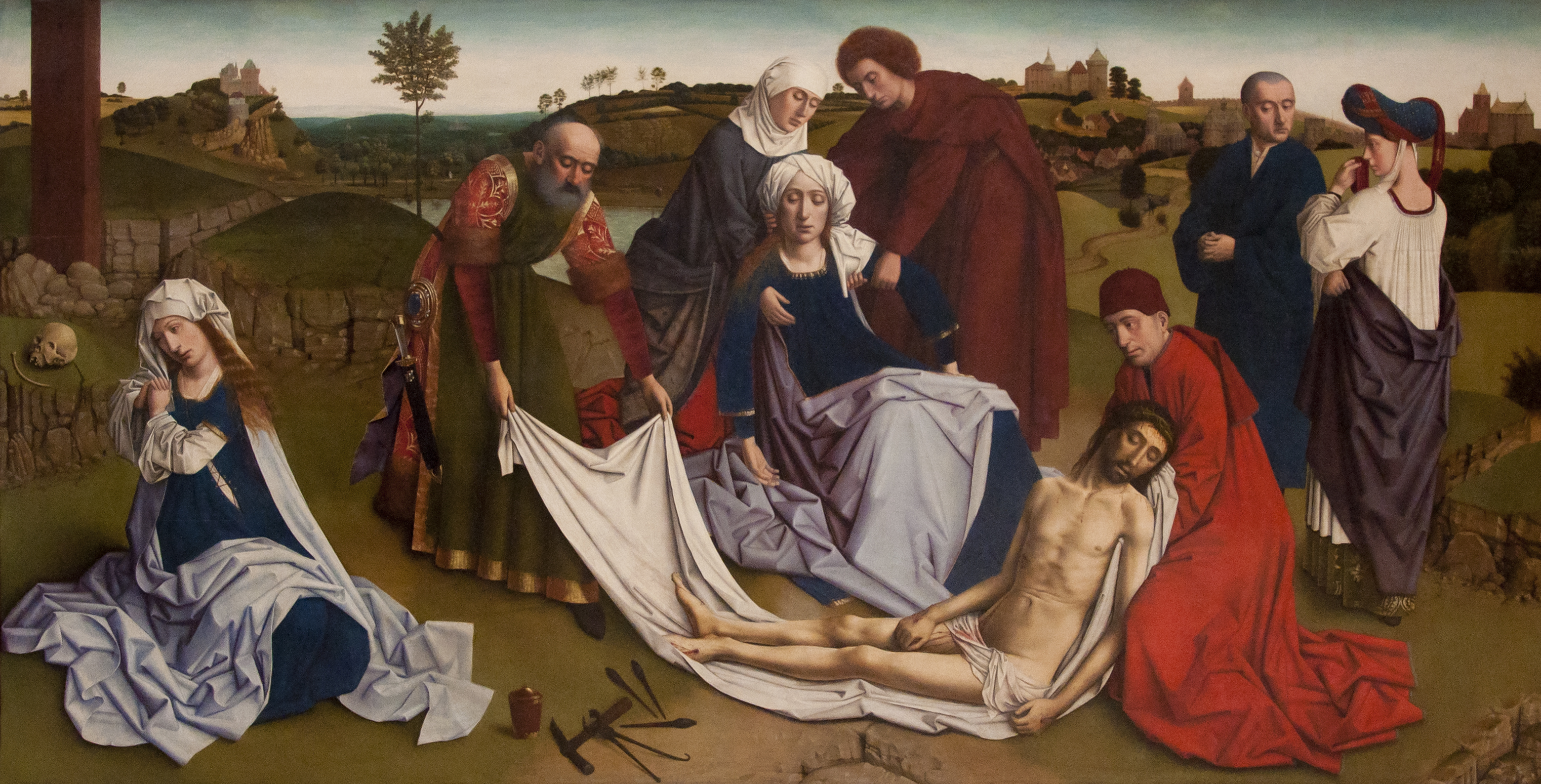
ぺトルス・クリストゥス『キリストの哀悼 (ブリュッセル)』 (1455-1460年ごろ)、 ベルギー王立美術館、ブリュッセル

本作の制作年は年輪年代学の分析により1437年以前に遡ることはなく、1443年以降の可能性がかなり高い。さらに科学技術による人物像の下描き調査がこのことを裏づけている。クリストゥスがもっと後期に制作した絵画には大量の下描きが見られるようになるが、本作にはそれほどの下描きが見られないため、初期に制作されたと思われる。
腰布を巻いた埋葬の前のキリストの痩せた身体が、開いた白い布の上に横たえられている。右の脇腹から流れる血は腹を伝って足首まで届き、傷痕の周りに飛び散っている。十字架から取り外された釘とその作業に用いられた道具類が、右側前景の草木のない地面に散らばり、右側の背景には十字架の根元が見える (画面上片は切断された形跡がある)。人物の配置は伝統的な形式を踏襲しており、福音記者ヨハネに支えられる気を失った聖母マリアの姿が画面の中心に表されている。彼女のだらりとした姿勢は息子キリストの受難を共有していることを示唆し、彼とともに彼女の贖い主としての役割を示す。
左側には香油壺を持つマグダラのマリアの前にアリマタヤのヨセフがおり、右側にはニコデモが配されているが、この2人の男性がどちらも登場するのは「ヨハネによる福音書」のみである。キリストの身体を持ち上げる彼らは、本作の制作当時ネーデルラントで着用されていた衣服を纏っており、聖なる出来事を鑑賞者の世界に近づける役割を果たしている。左側背景にはネーデルラントの典型的な風景が広がり、緑の丘、数人の人物のいる曲がりくねった小道、城が描かれている。画面中央の遠方には丘陵が見える。
なお、本作はシチリア島のパレルモ大聖堂にある大理石浮彫に影響を与えていることから、かつてイタリアに送られた可能性がある。